# In Koli Jean Bofane
In Koli Jean Bofane   (Mbandaka, 24 d'octubre de 1954) és un escriptor congolès.

## Biografia
Bofane va néixer a la província d'Equador el 1954. La seva mare va deixar el seu pare per un colon belga i ell va créixer  a la plantació de cafè del seu padrastre. Després de la independència del Congo el 1960, ho van perdre tot i van haver d'abandonar el país per la seva seguretat, viatjant a Bèlgica des d'on Bofane va fer constants visites al Congo mentre creixia. Més endavant es va establir a Kinshasa on va fundar una editorial: Les Publications de l'Exocet.
Com molts dels escriptors de la República Democràtica del Congo, In Koli Jean Bofane va triar finalment l'exili per exercir la seva professió, i l'any 1993 es va establir a Brussel·les. El 1996, va publicar el conte infantil Pourquoi le lion n’est plus le roi des animaux amb Gallimard Jeunesse, traduït a diverses llengües i que li va valer el Premi de la Crítica de la comunitat francesa. L'any 2000 va publicar Bibi et les Canards, i el 2008 la seva primera novel·la, Mathématiques congolaises, publicada per l'editorial Actes Sud. Aquesta darrera obra li va valer el premi literari SCAM el 2009 així com el Gran Premi Literari de l'Àfrica Negra.
Les seves novel·les tracten, entre altres temes, sobre la globalització, l'existència de l'individu, la memòria i la violència política a les societats africanes postcolonials, especialment l'Àfrica central. Àfrica és descrita com un laboratori del món i un espai marginal concret que es segueix a través de diferents personatges marginals (acròbata, petit criminal, polític corrupte, etc.) que manifesten i simbolitzen les diverses violències de la seva geografia.

## Obra publicada
- Pourquoi le lion n'est plus le roi des animaux, Éd. Gallimard, 1996[7]
- Bibi et les Canards, 2000
- Mathématiques congolaises : roman. Actes sud, 2008 (Aventure). ISBN 978-2-7427-7457-9.[8]
- Congo Inc. Le Testament de Bismarck, Éd. Actes Sud, 2014, Grand prix du roman métis; Prix des cinq continents de la Francophonie
- Le viol, une arme de terreur, avec Colette Braeckman, Guy-Bernard Cadière, Simon Gasibirege, Michèle Hirsch, Nathalie Kumps, Jean-Paul Marthoz,  Thierry Michel, Hélène Morvan, Simone Reumont, Isabelle Seret, Maddy Tiembe et Damien Vandermeersch, Mardaga, 2015
- La Belle de Casa, Éd. Actes Sud, 2018
- Nation cannibale, Éd. Denoël, 2025